# Pollenia flava
Pollenia flava este o specie de muște din genul Pollenia, familia Calliphoridae. A fost descrisă pentru prima dată de Aldrich în anul 1930. Conform Catalogue of Life specia Pollenia flava nu are subspecii cunoscute.